# Robert du Mesnil du Buisson
Pour les articles homonymes, voir Dumesnil.
Marie Émile Léon Robert du Mesnil du Buisson est un historien et archéologue français né le 19 avril 1895 à Bourges et mort le 8 avril 1986 à Caen.

## Famille
Robert du Mesnil du Buisson est né dans une famille d'ancienne bourgeoisie de La Lande-Patry, en Normandie. Son fils François du Mesnil du Buisson est chercheur. Cette famille a été anoblie par le grand-duc Léopold II de Toscane le 9 août 1847.
La filiation agnatique commence avec François Dumesnil (mort vers 1698), sieur des Domaines (paroisse de La Lande-Patry), époux de Jeanne des Bouillons.
- Julien Dumesnil (1706-1761), né au village du Buisson à la Lande-Patry[b], marchand, marié à Marguerite Sebire, est le père de :
- Charles du Mesnil du Buisson (1746-1835); son nom figure parmi les cent trente-huit signataires en 1789 du procès-verbal de l'élection des députés du tiers-état au palais d'Alençon. Après la Révolution, il est conseiller général de l'Orne, maître de forges, et le premier président de la chambre de commerce et d'industrie de Caen[c].
- Léon du Mesnil du Buisson 1861-1899) est capitaine d'infanterie.
- Georges du Mesnil du Buison (1896-1960) est chef d'escadron de cavalerie, officier de la Légion d'honneur.
- Hubert du Mesnil du Buisson  (1897-1940), officier de réserve, est mort pour la France  le 21 juin 1940, lors de la bataille des Vosges, au début de la Seconde Guerre mondiale.

## Biographie
Robert du Mesnil du Buisson est le fils ainé de Léon du Mesnil du Buisson, capitaine d'infanterie, et de Berthe Roussel de Courcy.
Engagé volontaire en 1914, devançant l'appel, Robert du Mesnil du Buisson se distingue tout au long du premier conflit mondial, qu'il termine comme lieutenant au 6e régiment de chasseurs à cheval.
Il épouse le 26 juin 1923 à Paris Jeanne Leclerc de Pulligny.

Il est connu pour sa participation aux fouilles de Doura Europos en tant que vice-directeur de la mission franco-américaine de l'université Yale et de l'Académie des inscriptions et belles-lettres : c'est à ce titre qu'il découvre en 1932-1933 la synagogue de Doura Europos, dont il assure, à la surprise de ses collègues américains, la première publication des célèbres fresques en 1939. Le directeur de la fouille, Clark Hopkins, le décrit en ces termes : 

« C'était un homme d'action capable, un fouilleur enthousiaste, et un bon organisateur. Il n'avait pas reçu de formation approfondie à la recherche, mais il était prompt à reconnaitre les nouvelles pistes et à les suivre de sa propre initiative. Ses années dans l'armée lui avaient donné confiance dans sa capacité à commander ; il agissait avec énergie et intelligence. Grâce à son acuité, un certain nombre de pistes très intéressantes furent explorées qui auraient pu autrement rester négligées. »

Toutefois, « son nom reste attaché à une importante mission archéologique française à Palmyre dont il eut la charge » et à plusieurs découvertes dont celle du Baalshamin.
De nouveau volontaire en 1939, comme chef d'escadron de cavalerie de réserve, Robert du Mesnil du Buisson se distingue pendant les combats de mai-juin 1940, en Belgique et en France, puis, s'étant évadé de captivité, dans la Résistance en Normandie.

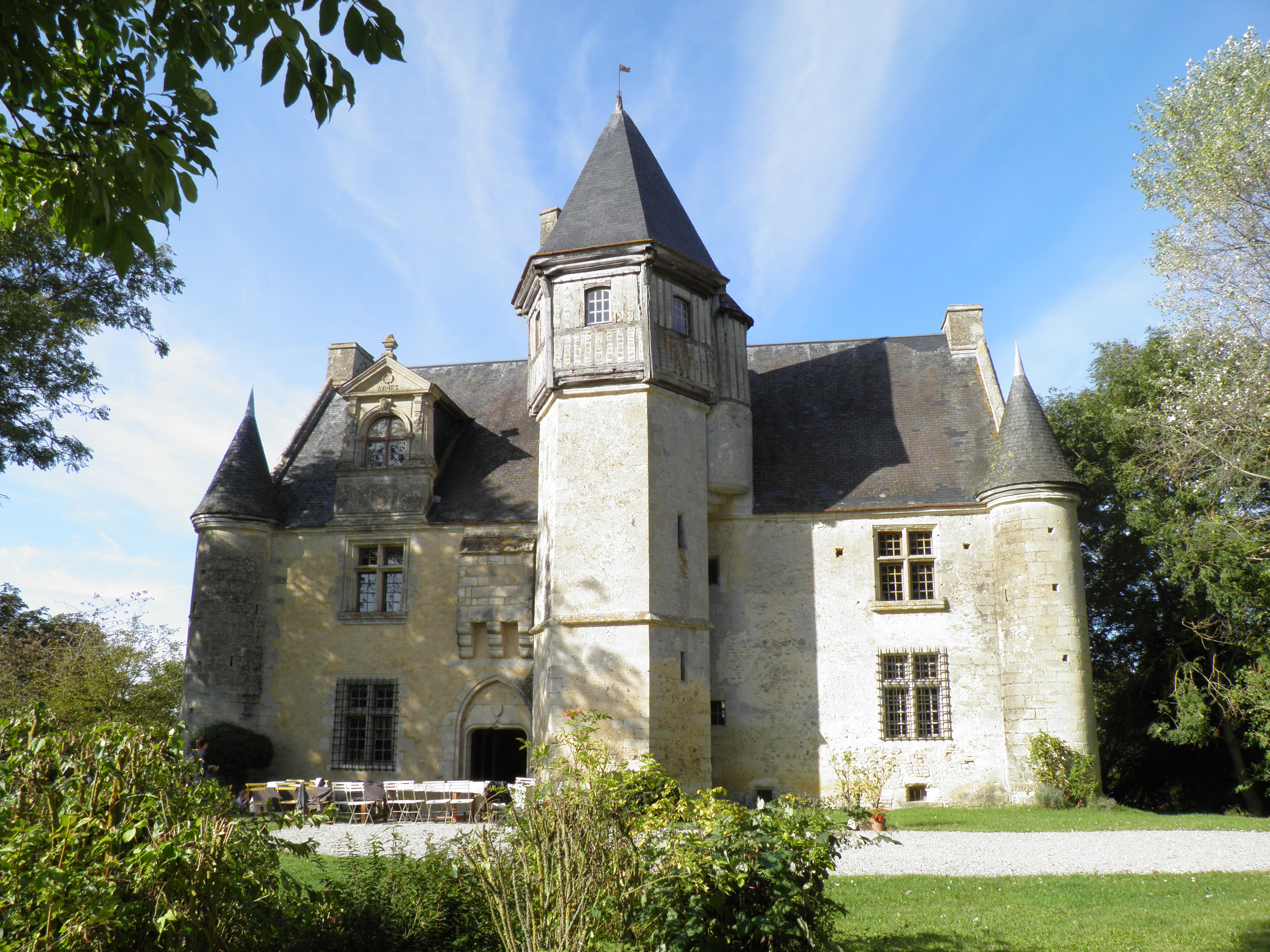
Le Manoir d'Argentelles à Villebadin.

Historien et archéologue, docteur ès lettres et en droit, professeur à l'École du Louvre, Robert du Mesnil du Buisson fut président de la Société historique et archéologique de l'Orne, président de la société d'ethnographie de Paris et membre correspondant de l'Institut de France.
Lors de sa retraite et quelques années avant son décès, il a œuvré à sauver le manoir d'Argentelles à Villebadin, évitant à la construction une ruine complète.
Robert du Mesnil du Buisson était commandeur de la Légion d'honneur, croix de guerre 1914-1918 et 1939-1945, croix du combattant volontaire, médaillé de Verdun, de la Syrie et de la Résistance, commandeur de l'ordre des Arts et des Lettres.

## Distinctions
- Commandeur de la Légion d'honneur
- Croix de guerre 1914–1918
- Croix de guerre 1939–1945
- Croix du combattant
- Médaille de la Résistance française
- Commandeur de l'ordre des Arts et des Lettres

## Publications
- La Technique des fouilles archéologiques. Les principes généraux, Paris, 1934 ;
- La Basilique chrétienne du quartier Karm el-Arabis à Homs, Beyrouth, 1930 ;
- Le Site archéologique de Mishrifé-Qatna, Paris, 1935 ;
- Les Noms et signes égyptiens désignant des vases ou objets similaire, Paris, 1936 (thèse complémentaire soutenue à l'université de Paris) ;
- Les Peintures de la Synagogue de Doura-Europos, 245-246 après J.-C., Rome, Pontificio Istituto Biblico, 86, 1939.
- Les Tessères et les monnaies de Palmyre : un art, une culture et une philosophie grecs dans les moules d'une cité et d'une religion sémitique : inventaire des collections du Cabinet des médailles de la Bibliothèque nationale : planches, Paris, Bibliothèque nationale , 1944;
- Les Tessères et les monnaies de Palmyre : un art, une culture et une philosophie grecs dans les moules d'une cité d'une religion sémitique,  planches et commentaires, Paris : E. de Boccard , 1944-1962
- Le Sautoir d'Atargatis et la chaîne d'amulettes, Brill, Leyde, 1947
- Baghouz, l'ancienne Corsôtê, le Tell archaïque et la nécropole de l'âge du bronze, préface de Ch. Virolleaud, Brill, Leyde, 1948
- Une voie commerciale de haute antiquité dans l'Orne : les origines d'Alençon, Sées, Gacé, Exmes et Argentan, Alençon, Imprimerie alençonnaise, 1951
- Préface à Martin Vermaseren, Mithra ce dieu mystérieux, Paris-Bruxelles, 1960;
- Le Manoir d'Argentelles : Sauvetage d'une œuvre d'art en péril, éd. Gallier, 1969;
- Études sur les dieux phéniciens hérités par l'Empire romain, Brill, Leyde, 1970;
- Nouvelles études sur les dieux et les mythes de Canaan, Brill, Leyde, 1973.